# Polychoa bipuncta
Polychoa bipuncta är en fjärilsart som beskrevs av Rothschild 1917. Polychoa bipuncta ingår i släktet Polychoa och familjen tandspinnare. Inga underarter finns listade i Catalogue of Life.